# Alain Poher
Alain Émile Louis Marie Poher (tiếng Pháp: [alɛ̃ pɔɛʁ]; 17 tháng 4 năm 1909 – 9 tháng 12 năm 1996) là một chính trị gia ôn hòa Pháp. Ông là một Thượng nghị sĩ cho Val-de-Marne 1946-1995. Ông là Chủ tịch Thượng viện từ 03 tháng 10 năm 1968 đến ngày 01 tháng 10 năm 1992, vì vậy ông đã 2 lần làm quyền Tổng thống Pháp. Ông từng là ứng cử viên trong cuộc bầu cử tổng thống năm 1969, nhưng ông đã bị đánh bại bởi Georges Pompidou ở vòng thứ hai.